# Марија Кузмановић
Марија Кузмановић (девојачко Мијаиловић; Чачак, 5. август 1972) професорка је на Факултету организационих наука и помоћница министра за европске интеграције у образовању. Члан је Друштва операционих истраживача Србије и Савеза инжењера и техничара Србије.

## Биографија
Марија Кузмановић је рођена 5. августа 1972. године у Чачку. Основну школу завршила је у Лучанима, а средњу природно-математичку гимназију у Пожеги. Дипломирала је 1996. године на Факултету организационих наука, на тему „Мерење перформанси помоћу регресионе анализе и анализе обавијених података”. У периоду 1997—2000. је била сарадник, а потом од 2003. до 2005. године секретар редакције часописа Yugoslav Journal of Operations Research — YUJOR, као и сарадник редакције часописа ComSIS (2003—2005).
Магистрирала је 2004, такође на Фону, са темом „Conjoint анализа и могућност примене у одређивању потрошачких преференци”, где је на тему „Модел некооперативног стратешког понашања олигопола базиран на теорији игара и conjoint анализи” одбранила и свој докторат 2011. године. Од 2005. до 2012. године је била асистент на Факултету организационих наука на катедри за операциона истраживања и статистику, када добија звање доцента. У звање ванредног професора Фона изабрана је 2016. године, где тренутно предаје на предметима:
- основне студије: Операциона истраживања 1, Операциона истраживања 2, Основе теорије игара, Напредно планирање и распоређивање
- мастер студије: Пословна аналитика и оптимизација, Преговарање и теорија игара, Теорија игара и пословне стратегије, Мерење преференција пословних субјеката, Операциона истраживања — одабрана поглавља, Савремени трендови у операционим истраживањима, Квантитативне методе у технолошком менаџменту, Квантитативне методе у менаџменту
- докторске студије: Наука о менаџменту, Нови трендови у операционим истраживањима, Теорија игара у организацији, Квантитативни модели и методе у менаџменту[4]

На Фону је 16 пута награђивана за Топ 5 професора. Била је ментор и члан већег броја комисија за одбрану дипломских, завршних и мастер радова. Била је ментор на 59 завршних (дипломских) радова и 17 завршних мастер радова, а члан комисије на преко 40 завршних и мастер радова. Поред тога, учествује у мастер програму двоструке дипломе на Универзитету Мидлсекс, где предаје Квантитативне методе у технолошком менаџменту.
Аутор је и коаутор преко 100 научних радова, који су објављени и презентовани на домаћим и међународним научним скуповима, као и у домаћим и међународним часописима из уже научне области операциона истраживања. Коаутор је на два уџбеника и аутор монографије „Квантитативне методе у управљању маркетингом: Примена conjoint анализе”, у издању Друштва операционих истраживача Југославије.
Почев од 1996. године, редовни је сарадник Министарства науке и технологије, Министарства за науку и животну средину, односно Министарства просвете, науке и технолошког развоја, где се бави реализацијом научно-истраживачких и развојно-технолошких пројеката.
Члан је Друштва операционих истраживача Србије и Савеза инжењера и техничара Србије, а такође и члан уредништва часописа Management — часопис за теорију и праксу менаџмента. Поред тога, рецензент је у часописима са SCI/SSCI листе: International Journal of Production Research, Economic Research и Higher Education.

## Одабрана библиографија
- Kuzmanovic, M; Savic, G; Popovic, M; Martic, M (2013). „A new approach to evaluation of university teaching considering heterogeneity of students’ preferences”. Higher Education. 66 (2): 153—171.
- Kuzmanovic, M; Savic, G; Andric Gusavac, B; Makajic-Nikolic, D; Panic, B (2013). „A Conjoint-based approach to student evaluations of teaching performance”. Expert Systems with Applications. 40 (10): 4083—4089.
- Vukic, M; Kuzmanovic, M; Kostic Stankovic (2015). „Understanding the heterogeneity of Generation Y's preferences for travelling: A conjoint analysis approachM”. International Journal of Tourism Research. 17 (5): 482—491.
- Kuzmanovic, M; Martic, M (2012). „An approach to competitive product line design using conjoint data”. Expert Systems with Applications. 39 (8): 7262—7269.
- Kuzmanovic, M; Radosavljevic, M; Vujosevic, M (2013). „Understanding student preferences for postpaid mobile services using conjoint analysis”. Acta Polytechnica Hungarica. 10 (1): 159—176.
- Popović, M; Kuzmanović, M; Martić, M (2012). „Using Conjoint Analysis to Elicit Employers' Preferences Toward Key Competencies for a Business Manager Position”. Management (1820-0222).
- Kuzmanovic, M; Panic, B; Martic, M (2011). „Identification of key positioning factors in the retail sector: A conjoint analysis approach”. African Journal of Business Management. 5 (26): 10376—10386.
- Kuzmanović, M (2006). Kvantitativne metode u upravljanju marketingom: Primena Conjoint analize (Quantitative Methods in Marketing Management: Application of Conjoint Analysis. Društvo operacionih istraživača.
- Popovic, M; Kuzmanović, M; Savić, G (2018). „A comparative empirical study of Analytic Hierarchy Process and Conjoint analysis: Literature review”. Decision Making: Applications in Management and Engineering. 1 (2): 153—163.
- Kuzmanovic, M; Vujosevic, M; Martic, M (2012). „Using Conjoint Analysis to Elicit Patients’ Preferences for Public Primary Care Service in Serbia”. HealthMED. 6 (2): 496—504.
- Kuzmanovic, M (2016). „The nonstandard algorithm for constructing efficient conjoint experimental designs”. Yugoslav Journal of Operations Research. 18 (1).
- Kovacevic, I; Panic, B; Vujosevic, M; Kuzmanovic, M (2013). „Application of transactional analysis in bullwhip effect analysis”. Amfiteatru Economic. 15 (33): 210.
- Vujic, S; Miljanovic, I; Kuzmanovic, M; Bartulovic, Z; Gajic, G; Lazic, P (2011). „The deterministic fuzzy linear approach in planning the production of mine system with several open pits”. Archives of Mining Sciences. 56 (3): 489—497.[14]